# 蒋氏贞节坊
蒋氏贞节坊为位于中国江苏省常州市天宁区人民公园内、崇法寺大殿东侧的一座清代石牌坊（原在西庙沟通真坛，20世纪末因道路拓宽迁至现址），建于清雍正五年（1727），为表彰唐汉棠未婚妻蒋氏而立，为单间两柱三楼式，青石质，平板枋刻有“旌表唐汉棠原聘贞女蒋氏”，边款署“雍正五年七月□日立”，上额坊刻有“贞节坊”。该坊为常州市区内仅存的完整的贞节牌坊，其周边另存有部分从其它地区迁入的牌坊残件。